# Lillasjön (Färgaryds socken, Småland)
Lillasjön är en sjö i Hylte kommun i Småland och ingår i Nissans huvudavrinningsområde. Sjön har en area på 0,0829 kvadratkilometer och ligger 128,4 meter över havet.

## Delavrinningsområde
Lillasjön ingår i det delavrinningsområde (631673-134292) som SMHI kallar för Ovan 631781-133868. Medelhöjden är 135 meter över havet och ytan är 46,32 kvadratkilometer. Räknas de 3 avrinningsområdena uppströms in blir den ackumulerade arean 90,65 kvadratkilometer. Klubbån som avvattnar avrinningsområdet har biflödesordning 2, vilket innebär att vattnet flödar genom totalt 2 vattendrag innan det når havet efter 49 kilometer. Avrinningsområdet består mestadels av skog (74 procent) och sankmarker (11 procent). Avrinningsområdet har 1,03 kvadratkilometer vattenytor vilket ger det en sjöprocent på 2,2 procent.